# Державна санітарна інспекція (Польща)

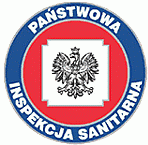
Емблема Держсанепіднагляду

Державна санітарна інспекція (ДСІ, загальна назва: санепід, пол. Państwowa Inspekcja Sanitarna) – спеціалізована установа, що виконує завдання в галузі охорони здоров'я населення, шляхом здійснення контролю та нагляду за гігієнічними умовами в різних сферах життя. Інспекція теж збирає епідеміологічні дані про певні захворювання та видає рішення, напр. у сфері професійних захворювань.

## Завдання
Держсанепіднагляд відповідно до Закону від 14 березня 1985 р. «Про державний санітарний нагляд» (Dz.U. z 2021 r. poz. 195) створюється для виконання завдань у сфері охорони здоров’я, зокрема здійснення нагляду за станом:
- гігієна навколишнього середовища,
- гігієна праці на робочих місцях,
- радіаційна гігієна,
- гігієна навчального та виховного процесів,
- гігієна відпочинку та відпочинку,
- здорове харчування, харчування та предмети вжитку,
- гігієнічні та санітарні вимоги до медичного персоналу, обладнання та приміщень, де надаються медичні послуги

– з метою захисту здоров’я людини від шкідливого впливу навколишнього природного середовища, запобігання виникненню захворювань, у тому числі інфекційних та професійних.
Державна санітарна інспекція підпорядковується міністру з питань охорони здоров'я. Державну санітарну інспекцію очолює головний санітарний лікар як центральний орган державного управління, який виконує покладені на неї завдання за допомогою Головної санітарної інспекції.

## Історія

### Міжвоєнний період і Друга світова війна
Після відновлення Польщею незалежності в 1918 році почалося створення структур, відповідальних за безпеку здоров'я та життя людей, що було важливо через люті епідемії та чуму в післявоєнній Європі та катастрофічну санітарну ситуацію в новоствореній польській державі.
У січні 1919 року було створено Міністерство охорони здоров'я, до завдань якого входила боротьба з хронічними та інфекційними захворюваннями. Установою, призначеною її творцями для підтримки державної влади в реалізації санітарно-епідеміологічних цілей, був Державний центральний епідеміологічний інститут (ДЦЕІ), заснований у листопаді 1918 року як науково-дослідна установа та лабораторія, що займається методами профілактики та боротьби з інфекційними хворобами людини. У 1923 р. PCZE було перетворено в Національний інститут гігієни (PZH), який поєднує санітарні завдання з науковою діяльністю. До 1939 року було створено 13 польових відділень Національного інституту гігієни для підтримки лабораторної та наукової діяльності штабу.
З попередженням безпосередньої загрози спалаху епідемії розширився каталог напрямів і заходів у сфері охорони здоров’я – до традиційних питань профілактики та діагностики, контролю інфекційних захворювань, виробництва вакцин і сироваток також додалися питання. у сфері гігієни праці, контролю за наркотиками, харчової гігієни та харчування або якості питної води.
Друга світова війна була часом зниження рівня безпеки населення в санітарно-епідеміологічному відношенні, а також деградації та руйнування існуючих установ. Кінець війни також є часом викликів для санітарної безпеки людей через епідемії тифу, дифтерії чи дизентерії, брак ліків і вакцин, а також утворення великих, штучних скупчень людей, пов’язаних з міграцією та переміщенням.

### Народна Польща
Створене в 1945 році Міністерство охорони здоров’я базувалося на спеціальних заходах, які виконували так звані санітарні колони, які відповідали за протиепідемічні заходи на регіональному та місцевому рівнях, спрямовані на обмеження поширення інфекційних захворювань і боротьбу з наявними спалахами. Поряд з прогресуючою нормалізацією ситуації в країні та відбудовою змінилися структура та характер установ, відповідальних за санітарну безпеку. Суттєві зміни відбулися в 1952 році, коли на рівні воєводств (поряд із створенням повітових) нарешті були створені воєводські санітарно-епідеміологічні станції. Їх завданням був постійний нагляд та проведення санітарно-прибиральних заходів.
На підставі Постанови від 14 серпня 1954 року створено Державний санітарний нагляд (ДСНС). Нова структура мала компетенцію у сфері профілактичного нагляду, профілактики та боротьби з інфекційними та професійними захворюваннями, а також актуальних і популяризуючих принципів гігієни та профілактики захворювань.
Органами новоствореної інституції були санітарні інспектори на таких рівнях: воєводство (зокрема окремі для Варшави та Лодзі – міст з правами воєводства), повітове та міське (для міст з повітовими правами), районне (коли місто було поділяється на райони) і порт, підпорядкований головному санітарному інспектору (в ранзі заступника міністра охорони здоров'я з санітарно-епідеміологічних питань), підпорядкованому Міністерству охорони здоров'я. Ці органи мали безпрецедентний масштаб повноважень і обов'язків, відповідаючи за постійний і профілактичний санітарний нагляд, запобігання інфекційним захворюванням і популяризацію правил гігієни.

### Сьогодення
У зв’язку з адміністративною реформою, що створила повіти та 16 великих воєводств, було змінено структуру ПІС, завдання якої відтепер мали виконувати воєводські, повітові, портові та залізничні інспектори – тоді як влада у воєводстві та повіті рівня входили до комбінованої адміністрації, відповідно воєводства та повіту. Тоді з назви інспекції було вилучено слово «державна». З 1 січня 2001 року залізничні санітарно-епідеміологічні станції були ліквідовані та включені до районних станцій. 1 січня наступного року органи санітарного нагляду були виключені зі складу воєводського об’єднаного управління, ліквідовані портові та створені прикордонні станції.
Через кілька місяців у назві інспекції було відновлено слово «державна», губернський інспектор підпорядкований обер-інспектору, а повітовий і прикордонний — до губернського. З 1 квітня 2009р PIS знову функціонує у воєводствах і повітах як частина єдиної адміністрації, тоді як прикордонні інспектори все ще підпорядковані головному інспектору.
У зв’язку з пандемією у 2020 році Інспекцію було комп’ютеризовано, поставлено 2 тис. комп’ютерів та 4 тис. смартфонів.

## Організація

### Організаційна структура
Держсанепіднагляд має центральні та місцеві структури. Центральним органом управління PIS є Головний санітарний інспектор, який є центральним органом державної адміністрації. Діє з 1 січня 2000 року. Він виконує свої завдання за допомогою Головної санітарної інспекції, центрального апарату державного управління.
Виїзними органами ДІС є державні санітарні інспектори, під керівництвом яких діють санепідемстанції. Такі станції мають правовий статус медичної установи, що діє у формі закладу охорони здоров’я:
- у воєводствах є державні воєводські санітарні інспектори (органи спільної державної адміністрації у воєводстві), які керують воєводськими санітарно-епідеміологічними станціями[11],
- у повітах діють державні повітові санітарні інспектори (органи державного управління, об’єднані в повіт), які керують повітовими санітарно-епідеміологічними станціями[12],
- перевірка зон перетину кордону, аеропортів і морських портів, а також суден у зоні територіальних вод здійснюється державними прикордонними санітарними інспекторами (органи управління не суміщені, а основний нагляд здійснює місцевий державний санітарний інспектор воєводства), які керують прикордонними санітарно-епідеміологічними станціями[13].

### Керівництво ГІС[14]
- Кшиштоф Сачка - після Головний санітарний лікар з 20.11.2020 р., заступник головного санітарного лікаря з 15.09.2020 р.
- Ізабела Кухарська - заступник головного санітарного лікаря з 25.09.2015р.
- Мацей Меркіш - заступник головного санітарного інспектора з 1 вересня 2022 р.
- Моніка Пржигуцька – генеральний директор